# Enchodontidae
Die Enchodontidae sind eine ausgestorbene Fischfamilie aus der Ordnung der Eidechsenfischverwandten (Aulopiformes), die von der Unterkreide bis zum Eozän in allen Meeren vorkam. Es waren sehr erfolgreiche mittelgroße Raubfische (20 – 45 cm), die in der Fossilüberlieferung oft sehr zahlreich vertreten sind und z. B. in der Smoky Hill-Kreide, einem Teil der Niobrara-Formation etwa 30 % der Strahlenflosserfossilien stellen.

## Merkmale
Die Enchodontidae hatten einen schlanken, mäßig oder stark langgestreckten, in einigen Fällen (Palaeolycus) fast aalartigen Körper. Von allen anderen rezenten und ausgestorbenen Eidechsenfischverwandten unterscheiden sie sich durch einen einzelnen großen Gaumenzahn und große Fangzähne in den Kiefern, die doppelt so lang wie die nächstgroßen Zähne sind.

## Systematik
Die Enchodontidae werden heute den Aulopiformes (Eidechsenfischverwandte) zugeordnet, nachdem sie in der Vergangenheit auch schon mit den Laternenfischen (Myctophidae) in eine Unterordnung Myctophoidei vereint wurden, oder den Lachsartigen (Salmoniformes) zugeordnet wurden.

## Gattungen
Bisher wurden 5 Gattungen beschrieben von denen allein Enchodus etwa 20 Arten enthält.
- Enchodus
- Eurypholis
- Palaeolycus
- Parenchodus
- Saurorhamphus